# Jaume Pons i Jufré
Jaume Pons i Jufré (l'Esquirol, 24 de març del 1918 - 10 de desembre del 1983) va ser un músic osonenc, intèrpret de trombó i fiscorn, i compositor, especialment de sardanes.

## Biografia
Feu la primera formació musical al seminari de Vic i la perfeccionà posteriorment amb el també esquirolenc mossèn Aulet i amb el manlleuenc Antoni Font. S'instal·là a Manlleu als anys 30, on tocà a la cobla Melodians i durant una dècada a la cobla "Els Fonts", del seu professor de música. L'any 1941, juntament amb Francesc Coll, fundà un quintet amb altres músics de l'Esquirol, Els Rítmics, i, posteriorment, participà en la fundació del conjunt que succeí als Rítmics, la cobla-orquestra local La Muntanyenca, que es presentà en públic el 13 d'abril del 1952. En ambdós conjunts en Pons feu de cantant, violinista i trombonista, i a la cobla en fou també fiscornaire. També formà part de l'orquestra Tropical, dels "Angelets de Sant Hipòlit" i, el 1993, del "Grup de Cambra de Manlleu", on tocava el contrabaix.
Fou autor de ballables, caramelles i himnes. Per a cobla i timbales escriví el poema simfònic per a cobla i timbales El fill pròdig (1962), i se li atribueixen 115 sardanes. Té un carrer dedicat a l'Esquirol.

## Obres
- El fill pròdig, poema musical per a cobla i timbales

### Sardanes
selecció
- Alcalà la Real, bressol de Pep Ventura (1983)
- Bell Cabrerès (1985), enregistrada pel pubillatge manlleuenc[7]
- Bonmatí, 1896 (1986)
- La cobla va tocant (1955), primera sardana
- Elna (1984)
- En Josep d'Anglès (1992), obligada de fiscorn
- En Miquel i l'Eliseo (1985), obligada per a dues trompetes
- En Pep i l'Aureli (1980), obligada per a dues trompetes
- En Toni de Gelida (1984), obligada de flabiol
- Jep, Jan i Milos (1989), dedicada als seus fills
- Nostres noces d'or (1990)
- Ocellets del Ter (1982), obligada de tible i flabiol
- Petits ocellets (1985), enregistrada[8]
- Recordant el germà Jaume (1993), enregistrada[9]
- El refilet d'en Pep (1993), obligada de flabiol
- Sant Hilari, joia de les Guilleries (1981), enregistrada[10]
- La sardana d'en Guix (1993), obligada de fiscorn
- La seva vila (1963), dedicada al poeta Joan Puntí i Collell
- Som d'Osona (1981), enregistrada[11]
- Un crit de pau (1991), amb lletra del compositor
- Una de fiscorns (1983), obligada de dos fiscorns
- La xica dansaire (1970)